# Victor Leclercq

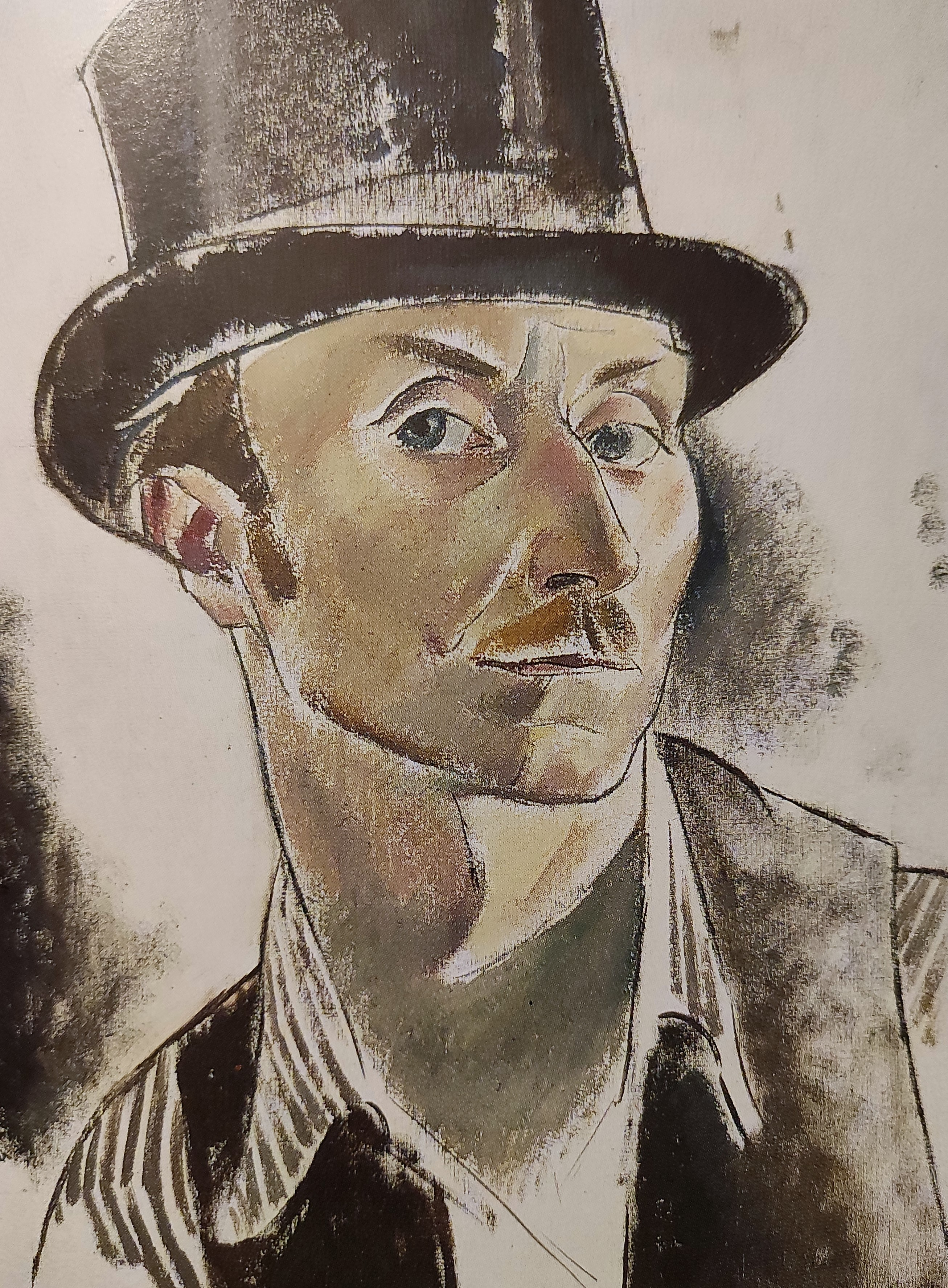
Zelfportret

Victor Leclercq (Zinnik, 13 oktober 1896 - 1945) was een Belgisch kunstschilder binnen het expressionisme. 

## Biografie
Zijn familie vestigde zich in Charleroi in 1913 terwijl hij zich aan de Koninklijke Academie voor schone kunsten te Brussel inschreef.
Er zijn slechts twee tentoonstellingen tijdens zijn leven bekend: in 1925 en in 1927. 
Op 17 augustus 1929 trouwde hij met Nelly-Fernande Guiche. Het koppel vestigde zich in Bosvoorde. In 1936 adopteerden ze  Juan, een slachtoffer van de Spaanse Burgeroorlog. Hij werkte in het Koninklijk Belgisch Instituut voor Natuurwetenschappen. 
Na de invasie van België door de Duitse troepen in 1940, sloot hij zich aan bij het communistische verzet. In hun huis verbleven vele Joodse kinderen ondergedoken. 
In 1942 werd hij gearresteerd en naar de gevangenis van Sint-Gillis gebracht om in 1945 richting concentratiekampen te verdwijnen. 
- Gemeinsame Normdatei: 17423676X
- RKD-Nederlands Instituut voor Kunstgeschiedenis: 48713
- Union List of Artist Names: 500152550
- Virtual International Authority File: 243666741
- WorldCat: E39PBJrRhcRbh3BVKxxVCMVDMP